# German Hodgkin Study Group
De German Hodgkin Study Group of GHSG is een Duitse organisatie die zich richt op onderzoek naar de ziekte van Hodgkin, het verbeteren van behandelprotocollen en het minimaliseren van late complicaties ten gevolge van behandelingen voor de ziekte. Er zijn tot nu toe meer dan 15 000 patiënten voor klinisch onderzoek gevolgd. Het behandelschema BEACOPP is door de groep ontworpen.
De stichting HOVON is in Nederland en België verantwoordelijk voor dezelfde werkzaamheden.